# پلیزنتون (نیومکزیکو)
پلیزنتون (به انگلیسی: Pleasanton) یک منطقهٔ مسکونی در ایالات متحده آمریکا است که در شهرستان کترون، نیومکزیکو واقع شده‌است. پلیزنتون ۴٫۰۹ کیلومتر مربع مساحت و ۱۰۶ نفر جمعیت دارد.